# Krzemień (województwo zachodniopomorskie)
Krzemień – wieś w Polsce położona w województwie zachodniopomorskim, w powiecie stargardzkim, w gminie Dobrzany, położona nad jeziorem Krzemień, 7 km na północny wschód od Dobrzan (siedziby gminy) i 32 km na północny wschód od Stargardu (siedziby powiatu).
W latach 1945-54 siedziba gminy Bytowo. W latach 1975–1998 miejscowość administracyjnie należała do województwa szczecińskiego.
Wieś Krzemień leży w południowo-środkowej części województwa zachodniopomorskiego. Należy do gminy Dobrzany, wschodniej części powiatu stargardzkiego. 
Krzemień jest to średniej wielkości wieś sołecka, oddalona ok. 7 km na północny wschód od Dobrzan (siedziby gminy). Sąsiednie miejscowości to leżące po południowej stronie, w odległości około 2,5 km Bytowo, od zachodu w odległości 3 km Dolice i Grabnica.
Wieś położona jest na Pojezierzu Ińskim, na południowym skraju Ińskiego Parku Krajobrazowego, bezpośrednio po południowej stronie jeziora Krzemień. Ulokowana jest po obu stronach rzeki Ina. 